# Microgaster eurygaster
Microgaster eurygaster är en stekelart som först beskrevs av Cameron 1911.  Microgaster eurygaster ingår i släktet Microgaster och familjen bracksteklar. Inga underarter finns listade i Catalogue of Life.